# Formestane
Le formestane est un médicament de la classe des inhibiteurs de l'aromatase. Il est utilisé dans le traitement des récepteurs d'œstrogènes chez la femme ménopausée atteinte d'un cancer du sein. Il est disponible en une injection intramusculaire de dépôt (Lentaron).
Le formestane est souvent utilisé pour stopper la production d'œstrogène après la prise de stéroïde anabolisant ou de prohormones. Il agit aussi comme prohormone de la 4-hydroxytestostérone, un stéroïde à faible activité androgène qui agit aussi comme inhibiteur d'aromatase doux.
Le formestane a une faible biodisponibilité orale et n'est donc plus utilisé car de nombreux autres inhibiteurs d'aromatase oralement actifs ont été identifiés.
Il est sélectif.